# Ayoze García Pérez
Ayoze García Pérez, meglio noto semplicemente come Ayoze (Puerto de la Cruz, 22 novembre 1985), è un ex calciatore spagnolo, di ruolo centrocampista.

## Palmarès

### Competizioni nazionali
- Campionato NASL II: 3

New York Cosmos: 2013, 2015, 2016